# خردمرد رضایی
خردمرد رضایی، روستایی است از توابع بخش رودبست شهرستان بابلسر در استان مازندران ایران. خردمرد رضایی بخش بالا محله روستای اصلی خردمرد است که مرز آن از غرب رودخانه ای است که با یک پل از روستای خردمرد انیسی جدا شده‌است.

## جمعیت
این روستا در دهستان پازوار قرار داشته و براساس آخرین سرشماری مرکز آمار ایران که در سال ۱۳۸۵ صورت گرفته، جمعیت آن ۳۶۰نفر (۹۹خانوار) بوده‌است.